# 軍服 (ステージ衣装)
軍服 (ステージ衣装)では、軍服またはそれをイメージした服が芸能人のステージ衣装に用いられる現象について述べる。

## 概要
軍服は本来の用途以外に、その装飾性と機能性を兼ね備えたデザイン、男性的な力強さに通じるイメージ等の理由から（一言でいえば「かっこいいから」）、歌手など芸能人のステージ衣装にしばしば取り入られてきた。
また後述する鶴田浩二やエルヴィス・プレスリーのように、過去に兵役についていたという本人の経歴が芸能活動、ひいてはステージ衣装に影響を与えた例もある。
他方、軍服は戦争や国家権力のイメージと結びつき、また権威・組織・統制・規律・服従といった事柄を連想させるため、サブカルチャー的な立場からパロディや風刺の意図を込めて用いられることも多い。
とくに最近は、コスプレ文化とも密接に関連しているものと思われる。
実際に軍服として作られた服（レプリカ含む）をそのまま、あるいは一部を改造して用いる場合と、軍服に似たデザインのステージ衣装をオリジナルで作成する場合がある。両者を総称して（かつ、「軍服」という露骨な語感を和らげる意図で）「ミリタリールック」とも呼ぶ。

## 軍服をステージ衣装に用いた芸能人一覧
※職業軍人が職務の一環として音楽・芸能活動をおこなっている例（軍楽隊等）、芸能人が戦場や基地を慰問した例、軍服に起源を持つが派生した異なる用途の服を着ている例（迷彩柄Tシャツ、セーラー服、トレンチコート等）は除く。

### 日本
- 鶴田浩二は、ステージで軍歌を歌う際には日本海軍の勤務服、または航空隊の飛行服をしばしば着用していた。
- 1960年代のグループ・サウンズでは、ポール・リヴィア＆レイダースやビートルズの影響もあって、ヨーロッパの軍服を思わせるステージ衣装が好んで用いられた。「ミリタリー・ルック」という呼称が定着したのも彼らを通じてである。例えばザ・スパイダースがよく用いたステージ衣装は、イギリス陸軍兵士の礼服を思わせる赤い生地の服であった。
- 沢田研二はシングル曲「サムライ」のステージ衣装に、ナチス・ドイツの親衛隊（以下「SS」）を連想させる服を用いていた。当初は実際にナチス党の腕章をつけていたが、まもなくドイツ空軍風の革製メスジュヤッケット型のものに変更した。
- YMOは散開コンサートのステージ衣装に、SSを連想させる服を用いていた。
- 聖飢魔IIのギタリストであったエース清水は、2代目の衣装に軍服をイメージしたものを着用し、SS制帽をかぶっていた。それ以後も2代目をアレンジしたものを思われる衣装が何着かお目見えしている。
- LUNA SEAのギタリストであったSUGIZOは、LUNA SEAの「ROSIER」のPVでSS制帽をかぶっていた。本人はナチズムに関心がある。
- MALICE MIZERはステージ衣装で(主に『N.P.S N.G.S』にて)大日本帝国時代の軍服を着用している。
- L'Arc〜en〜Cielは「虹」のPVで様々な軍服を着用した。
- Dir en greyのギタリストであるDieは、「Ash」のPVでエナメル加工したSSの制服を着用していた。
- 鳥肌実は、大日本帝国陸海軍の軍服をおもわせる衣装でパフォーマンスを行っている。
- ALI PROJECTのボーカルである宝野アリカは、「亡國覚醒カタルシス」のジャケット写真とPV、CD発売後に行われた『亡國覚醒カタルシス TOUR』等で軍服を着用している。撮影の際に三島由紀夫の楯の会で使われた軍服をイメージしたものかと問われ、衣装制作者とともに感激したという逸話が本人によって語られているが、デザイン的には大きく異なる衣装である（ボタンの配置などはやや似ているが、色づかいや装飾などは全く違う）。本当は実在の軍服を着る予定だったが、自主規制でオリジナルデザインのものになったと、『.hack//G.U.: The World』vol.4のインタビューで述べている。
- GACKTのライブツアー「Requiem et Reminiscence〜鎮魂と再生〜」（2001年）「Requiem et Reminiscence II〜再生と邂逅〜」（2008〜2009年）は第2次世界大戦中のドイツ、ナチスSSを舞台にしたものであるため、オリジナル記章のSSの黒服を衣装として着用している。
- X JAPANのギタリストであるhideは、写真集[無言劇]で衣装として着用している。
- FLOPPYのキーボーディストである戸田宏武は、自身のバンドである新宿ゲバルトにてライブ用衣装として三島由紀夫の楯の会風の軍服を衣装を着用していたが、現在は昔に比べ体重が増加し入らなくなったという理由でもう一つの衣装である学生服を着ている。

### 欧米
- エルヴィス・プレスリーは、1960年に主演した映画「G.I.ブルース」のメインタイトル曲「G.I.ブルース」の衣装にアメリカ軍の軍服を使用した。この映画は（当然曲も）、彼が1958～60年にかけて、実際に西ドイツ（当時）で兵役についたことをヒントに作られたものである。
- 1960年に地元オレゴン州でローカル・デビューした後1963年にCBSレコードへ移籍し全米ではザ・モンキーズに次ぐアイドル・グループになった元祖パンク・ロックバンドでもあるポール・リヴィア＆レイダースは1967年まで一貫して海賊スタイルの衣装でステージを演出した。
- ビートルズは初期のステージ衣装に、ヨーロッパの軍隊の礼服を思わせる服をしばしば使用し、それは日本のグループ・サウンズのステージ衣装にも影響を与えた。例：LP『サージェント・ペパーズ・ロンリー・ハーツ・クラブ・バンド』（1967年）のジャケット写真等
- 1968年にデビューしたアメリカの人気ソフトロックグループであるゲイリー・パケット＆ユニオン・ギャップは南北戦争時の軍服を着飾り各メンバーを階級分けしていた。
- 1980年代にイギリスで活躍したテクノ・ポップグループ「ジャパン」は、シングル曲「Visions of China」のステージおよびイメージビデオの衣装に、当時の中国人民解放軍の軍服を用いた。当時このジャンルのリーダー的存在だったYMOは中国の「人民服」を思わせるステージ衣装を用いており、その影響とも考えられる。
- フィンランドのロックグループ「レニングラード・カウボーイズ」は、ソ連軍の軍服を着用しながら、極端にデフォルメしたリーゼントヘアにサングラスというスタイルでステージに立っていた。
- マイケル・ジャクソンはアルバム『スリラー』（1982年）発売後の数年の間、授賞式など公の場に出るときに様々なデザイン（スパンコールの物なども）の礼服風ミリタリージャケットをよく着ていた。その後はステージ衣装の1つとしてとよく着る様になり、Dangerous Tourの際の登場時の衣装は警察の制服と礼服風のミリタリーを合わせたようなデザインであった。1990年代後半に入ってからも何度か着ている。

- ジミ・ヘンドリックス初期はミリタリールックがトレードマークでモンタレーの際も礼服風のジャケットを着ていた。自動車窃盗の罪で逮捕されその際に投獄されるのを回避するために陸軍に志願して入隊兵役についていたが、後に除隊させられた。
- マリリン・マンソン（詳しい方の加筆をお待ちしています）
- マドンナ（2003年発表の「American Life」をめぐる経緯にお詳しい方の加筆をお待ちしています）